# Carl Ginet
Pour les articles homonymes, voir Ginet.
Carl Ginet (né en 1932) est un philosophe américain, professeur émérite à l'université Cornell. Son travail porte essentiellement sur la théorie de l'action, la responsabilité morale, le libre arbitre et l'épistémologie.
Ginet obtient son BA du Occidental College en 1954 et son Ph.D. de Cornell en 1960 avec une dissertation intitulée Reasons, Causes, and Free Will. Il rejoint l'école de sagesse en philosophie à l'université Cornell en 1971 et prend sa retraite en 1999. Avant Cornel, Genet a été membre du corps professoral de diverses universités dont l'université d’État de l’Ohio , l'université du Michigan et l'université de Rochester.

## Publications (sélection)

### Livres
- Knowledge, Perception, and Memory (1975), Kluwer Academic Print on Demand.  (ISBN 90-277-0574-7),  (ISBN 978-90-277-0574-7)
- On Action (1990), Cambridge University Press.  (ISBN 0-521-38818-X),  (ISBN 9780521388184)

### Articles
- Might We Have No Choice? in Freedom and Determinism, ed. K. Lehrer (1966).
- An Incoherence in the Tractatus, Canadian Journal of Philosophy (en) (1973).
- Wittgenstein's Claim that there Could Not Be Just One Occasion of Obeying a Rule, dans Essays on Wittgenstein in Honour of G.H.von Wright, Acta Philosophica Fennica (1976).
- Performativity, Linguistics and Philosophy (1979).
- Contra Reliabilism, The Monist (1985).
- The Fourth Condition', dans Philosophical Analysis, ed. D.F. Austin (1988).
- Dispositionalism: A Defense Against Kripke's Criticisms, Midwest Studies in Philosophy, Vol. XVII (1992).
- In Defense of the Principle of Alternative Possibilities: Why I Don't Find Frankfurt's Argument Convincing, dans Tomberlin ed., Philosophical Perspectives (en) 10: Metaphysics (1996).
- Freedom, Responsibility, and Agency, The Journal of Ethics I, pp. 85–98.

## Source de la traduction
- (en) Cet article est partiellement ou en totalité issu de l’article de Wikipédia en anglais intitulé « Carl Ginet » (voir la liste des auteurs).